# راسموس ماير
راسموس ماير (بالنرويجية: Rasmus Meyer)‏ (و. 1858 – 1916 م) هو جامع تحف نرويجي، ولد في برغن، توفي عن عمر يناهز 58 عاماً.

## جوائز
حصل على جوائز منها:
- وسام القديس أولاف.